# Labarai
Labarai (Labarat) ist ein osttimoresischer Suco im Verwaltungsamt Suai (Gemeinde Cova Lima).

## Geographie

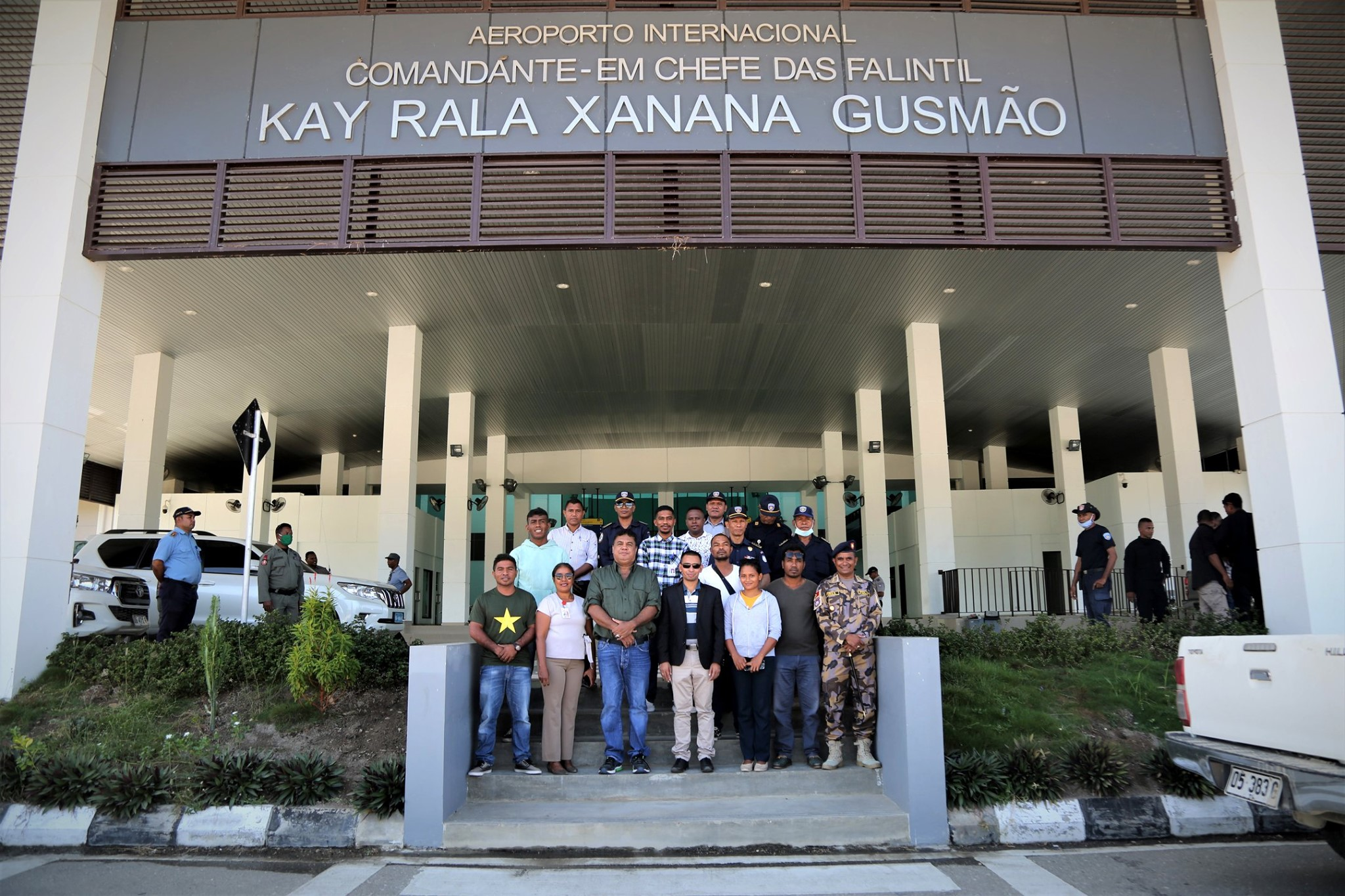
Der Flughafen Suai

Vor der Gebietsreform 2015 hatte Labarai eine Fläche von 80,22 km². Nun sind es 84,91 km². Der Suco bildet das Zentrum des Verwaltungsamts Suai und reicht von dessen Nordgrenze bis zur Timorsee im Süden. Östlich liegt der Suco Beco, südwestlich Camenaça. Im Westen liegt das Verwaltungsamt Maucatar mit seinen Sucos Belecasac, Ogues und Matai. Nördlich befindet sich das Verwaltungsamt Lolotoe der Gemeinde Bobonaro, mit seinen Sucos Opa und Lupal. Der in Labarai entspringende Fluss Nabuk bildet auf weiter Strecke die Grenze zu Matai, an der Südgrenze zu Camenaça fließt der Karautun. Beide bilden später zusammen den Fluss Camenaça. Zu Beco bildet größtenteils der Foura die Grenze. Der Raiketan kommt aus Bobonaro und folgt zunächst der Grenze von Labarai zu Belecasac, durchquert Labarai an einer schmalen Stelle und bildet dann die Nordostgrenze Camenaças zu Labarai. Ein Berg im Nordwesten ist der Pego (453 m, Lage).
Aus Camenaça kommt die südliche Küstenstraße, eine der wichtigsten Verkehrswege des Landes. Sie führt über zwei Brücken über die Flüsse Karautun und Nabuk, durchquert die Orte Sanfuc (Sanfuk) (Suco Camenaça) und Dais (Suco Labarai) und geht nach der Brücke über den Raiketan weiter durch den Suco Labarai, vorbei an den Orten Holba und Meop, bis sie schließlich über die Brücke über den Foura weiter in den Suco Beco führt.
Am Westufer des Nabuks, nahe Sanfuc, liegt das Dorf Holbelis, das manchmal auch nach dem Suco Labarai genannt wird. Hier gibt es eine große Höhle, in der Fledermäuse und Affen leben. Früher wurde hier die alte animistische Religion praktiziert. Von der Verehrung von Göttern und Geistern zeugen Gravuren in den Felsen am Eingang der Höhle. Außerdem gibt es hier einige traditionelle Häuser.
Grundschulen gibt es in Holbelis (Escola Primaria Labarai), Dais und Holba/Meop, wo sich auch ein Hubschrauberlandeplatz für Notfälle befindet. Westlich von Holbelis liegt der Flughafen von Suai.
Im Suco befinden sich die fünf Aldeias Bonuc (Bonuk), Holba, Meop, Mucbelis und Roec.

## Einwohner
Im Suco leben 3.001 Einwohner (2022), davon sind 1.560 Männer und 1.441 Frauen. Im Suco gibt es 606 Haushalte. Über 90 % der Einwohner geben Bunak als ihre Muttersprache an. Über 5 % sprechen Tetum Terik und eine kleine Minderheit Tetum Prasa.
Der Politiker Adriano do Nascimento wurde 1970 in Holbelis geboren.

## Geschichte
Die Bunak-Siedlungen von Suai bis Zumalai wurden erst in jüngerer Zeit gegründet. Die Region war davor unbewohnt. Diese Neugründungen haben noch Beziehungen mit ihren Herkunftsorten. Einige Orte entstanden vor einigen Generationen. Andere Siedlungen existieren erst seit der indonesischen Besatzungszeit, als komplette Dörfer aus dem Norden entlang der südlichen Küstenstraße um Zumalai neu angesiedelt wurden.
Im Suco Labarai entstand 1976 eine base de apoio, in der von der FRETILIN Flüchtlinge vor der indonesischen Invasion angesiedelt wurden. Die Basis wurde später von den indonesischen Truppen zerstört.
Im Umfeld des Unabhängigkeitsreferendums in Osttimor 1999 kam es auch in Labarai zu Gewalttaten. In Dais wurde eine Gruppe von Studenten der Universität Osttimors (UNTIM) am 13. April 1999 von der pro-indonesischen Miliz Mahidi überfallen. Der Student João da Silva Ximenes wurde erschlagen. Der Student und Unabhängigkeitsaktivist Bernardino Simão wurde nach Zumalai verschleppt und verschwand später.

## Politik
Bei den Wahlen von 2004/2005 wurde Oscar Amaral zum Chefe de Suco gewählt. Bei den Wahlen 2009 gewann Agapito Moniz und 2016 Mouzinho Amaral.